# 御社の不倫の件〜絶対に別れさせます〜
『御社の不倫の件〜絶対に別れさせます〜』（おんしゃのふりんのけん ぜったいにわかれさせます）は、樹ユウマによる日本の漫画。2022年1月31日より、『コミックなにとぞ』レーベル（DPNブックス）より配信され、まんが王国とmusic.jpにて先行配信が開始された。
オフィスで不倫をしている人たちがもしいたら…。その不倫により周囲や親族らの迷惑をかけるとどうなってしまうのか。それらの不倫問題を抱える人たちの依頼に「不倫別れさせ社」の担当者・玲を中心にスカッと解決させる様を描いた作品。
2024年4月から5月まで、BS-TBSの「火曜ドラマ9」枠にてテレビドラマが放送された。
また、2025年10月より、同局の「木曜ドラマ23」枠にて続編が放送されることが発表された。

## あらすじ
イベント会社で働く高橋さつき。彼女は美人な正社員の安西梨々香と地味な派遣社員の三枝玲が異動してきたことにより、様々な出来事が起こる。高橋は梨々香が引き起こしたトラブルで残業をすることになり、そこで三枝から声をかけられる。

## 登場人物
高橋 さつき（たかはし さつき）
正社員。入社5年目。
三枝 玲
派遣社員。男女を鮮やかな手口で別れさせるプロ。高い能力と人目を引くほどの美貌の持ち主。
安西 梨々香（あんざい りりか）
課長の不倫相手。正社員。
鹿妻 新
玲の部下。
ガンちゃん
バーの店主。三枝の依頼の窓口。

## 書誌情報
電子書籍のみの発売。
- 樹ユウマ 『御社の不倫の件〜絶対に別れさせます〜』 DPNブックス〈コミックなにとぞ〉、既刊2巻（2024年4月2日現在）
  1. 2024年4月2日発売[5][6]
  2. 2024年4月2日発売[7]

## テレビドラマ
『御社の乱れ正します!』（おんしゃのみだれただします）のタイトルで、2024年4月2日から5月21日までBS-TBSの「火曜ドラマ9」枠で放送された。主演は山崎紘菜。
BS-TBSの連続ドラマ枠として、2024年度は従来の木曜23時台の「木曜ドラマ23」としていたのを火曜日のプライムタイム21時台に移設することになり、その第1作として放送。

### キャスト

#### 主要人物
三枝玲（さえぐさ れい）
演 - 山崎紘菜
不倫別れさせ社（ドラマ版では「オフィスAIRクリーニング」）代表者。企業からの依頼を受け派遣社員として潜入、不倫カップルの別れさせ屋を務める。
鹿妻新（かづま あらた）
演 - 飯島寛騎
玲の部下。様々な指令を受けて不倫ターゲットを尾行し、証拠集めに奔走する。
ガンちゃん
演 - 小笠原海（超特急）
バー・紫の薔薇園（同「Bar Purple Rose」）の店主。元弁護士事務所の調査員であり、玲の同僚でもあった。そのことから不倫カップルの成敗の手助けをする。

#### ゲスト

##### 第1話・第2話
高橋さつき
演 - 小島藤子
イベント会社宣伝部 社員。異動してきた梨々香の指導担当になるが、社会人としての一般常識も乏しく仕事もできない梨々香に悩まされる。
安西梨々香
演 - 優希美青
イベント会社宣伝部 社員。さつきのいる宣伝部に異動になってくる。仕事ができない上に定時退社し、さつきを困らせる。実は槙原課長と不倫している。
槇原宏
演 - 戸田昌宏
イベント会社宣伝部 課長。さつきの上司。入ったばかりの梨々香を打ち合わせに連れていくなど、おかしな行動を取る。
尾崎
演 - 関本巧文
イベント会社宣伝部 社員。さつきの同僚。
當山奈緒
演 - 金野美穂
イベント会社宣伝部 社員。さつきの同僚。
イベント会社管理職
演 - 小沼朝生（第2話）、仲義代（第2話）
「オフィスAIRクリーニング」に宣伝部の槇原の件を依頼した人物。
ホスト
演 - 苅田裕介（第2話）、青山夏向（第2話）、梶刀織（第2話）

- 倉田晴信[12]（第1話）

##### 第3話 - 第5話
山田風花
演 - 片山友希
大手アパレル会社総務部 社員。誠太郎と付き合っている。地味で目立たないが、とても真面目な性格。毎日、お弁当を手作りしている料理上手。
副島誠太郎〈32〉
演 - 村井良大
大手アパレル会社営業部 社員。社内の女性社員2人と不倫していたことがあり、「オフィスAIRクリーニング」に依頼が来る。同僚の風花と付き合っているが、実は結婚していて子どもが3人いることを隠している。
副島映美
演 - 黒澤はるか
誠太郎の妻。3人の子どもがいる。
佐野、渡辺
演 - 工藤綾乃（第3話・第4話）、原田鮎歌（第3話・第4話）
風花の同僚。風花を合コンに誘う。
社員
演 - 矢作マサル（第3話）
風花の同僚。男子トイレに書かれた落書きの画像を風花に見せる。
佐藤すみれ
演 - ライオネス飛鳥（第5話）
誠太郎が異動になったスポーツアパレル部 部長。別名・更生支援部署と言われる特別な部の鬼部長。
誠太郎の子ども
演 - 伊藤すい（第3話・第5話）、木下瑛太（第5話）、国府田望翔（第5話）
誠太郎と映美の3人の子どもたち。
- East Of Eden[20]（第3話、特別出演） / Ayasa 湊あかね Yuki わかざえもん MIZUKI

##### 第6話 - 第8話
篠田加奈〈30〉
演 - 柳ゆり菜
大手理美容機器メーカー営業部 課長。商品企画部での実績を認められ、営業部の課長を任命される。
佐分利篤弘〈35〉
演 - 武田航平
理美容機器メーカー営業部 社員。加奈の部下。既婚だが5年前から指原と不倫している。
指原詩保美 〈34〉
演 - 水崎綾女
理美容機器メーカーデザイン部 社員。
谷本未奈
演 - 希代彩
理美容機器メーカー営業部 社員。加奈の部下。
立花、横田、森谷
演 - 伊藤千浩、合田純奈、高尾悠希
理美容機器メーカー営業部 社員。加奈の部下。
三木課長
演 - 八木光太郎（第6話）
理美容機器メーカーデザイン部 課長。指原詩保美の上司。
久保田
演 - 八代崇司（第7話・第8話）
取引先のサロンオーナー。
紗世子、珠世
演 - 白勢未生（第7話・第8話）、葵井よしの（第7話・第8話）
指原詩保美の友人。結婚して子どももいる。
みお
演 - 岩瀬凛（第7話）
紗世子の娘。
佐分利由利子、結愛
演 - 立石晴香（第8話）、尾杉麻友（第8話）
佐分利篤弘の妻子。
井上太一
演 - 朝井大智（第8話）
指原詩保美の由比ヶ浜高校の同級生。同窓会で久しぶりに再会する。
井口、加藤
演 - 上野恵理香（第8話）、柿原桃里（第8話）
理美容機器メーカー営業部 社員。加奈の部下。
- 佐藤文吾（第8話）、池本拓真（第8話）

### スタッフ
- 原作 - 樹ユウマ『御社の不倫の件～絶対に別れさせます～』（DPNブックス）[2]
- 脚本 - まなべゆきこ、丹保あずさ[1]
- 監督 - 北畑龍一、森裕史[1]
- 主題歌 - East Of Eden「Judgement Syndrome」（Victor Entertainment）[35]
- 音楽 - 福廣秀一朗、植田能平
- バー監修 - ジャパンバーテンダースクール
- 方言指導 - 山口のりとも（第1話・第2話）
- ホスト指導 - 榎本桜（第1話・第2話）
- 企画プロデュース - 北川雅一（BS-TBS）[2]
- プロデューサー - 韮澤享峻（BS-TBS）、武井哲（PADMA）、前田利洋（THE EINS）[2]
- 製作 - 鈴木早苗（BS-TBS）、安倍純子（TBSグロウディア）[2]
- エグゼクティブプロデューサー - 源生哲雄（BS-TBS）、高畠望（TBSグロウディア）
- 企画 - BS-TBS[2]
- 制作プロダクション - PADMA[2]
- 製作 - 「御社の乱れ正します！」製作委員会（BS-TBS、TBSグロウディア、PADMA）[2]

### 放送日程
| 各話  | 放送日  | サブタイトル                 | 脚本         | 監督     |
| ----- | ------- | ---------------------------- | ------------ | -------- |
| 第1話 | 4月02日 | ポンコツビッチのゲス不倫     | まなべゆきこ | 北畑龍一 |
| 第2話 | 4月09日 | 迷惑社内不倫は両成敗         | まなべゆきこ | 北畑龍一 |
| 第3話 | 4月16日 | 笑顔が素敵なクソ野郎を成敗   | 丹保あずさ   | 森裕史   |
| 第4話 | 4月23日 | 社内不倫男に怒りの制裁       | 丹保あずさ   | 森裕史   |
| 第5話 | 4月30日 | 笑顔の素敵なクソ野郎の最後   | 丹保あずさ   | 森裕史   |
| 第6話 | 5月07日 | 迷惑放置不倫を成敗!          | まなべゆきこ | 北畑龍一 |
| 第7話 | 5月14日 | 開き直る不倫野郎にキツイ制裁 | まなべゆきこ | 北畑龍一 |
| 第8話 | 5月21日 | 社内不倫の行方と最後の告白   | まなべゆきこ | 北畑龍一 |

| BS-TBS 火曜ドラマ9 | BS-TBS 火曜ドラマ9                             | BS-TBS 火曜ドラマ9                |
| 前番組             | 番組名                                         | 次番組                            |
| ------------------ | ---------------------------------------------- | --------------------------------- |
| 枠設立前につき無し | 御社の乱れ正します! （2024年4月2日 - 5月21日） | ROOM （2024年8月27日 - 〈予定〉） |